# 藤田進 (拉致被害者)
藤田 進（ふじた すすむ、1956年〈昭和31年〉6月16日 - ）は、北朝鮮による拉致被害者と考えられる日本男性。特定失踪者問題調査会でも「拉致濃厚」（1000番台リスト）としている。

## 人物・おいたち
小学生時代には競泳の全国大会で活躍し、川口市立川口西中学校では生徒会長を務めた、学業優秀でスポーツ万能な生徒であった。高校は、県下有数の進学校として知られる埼玉県立浦和高等学校に進んだ。妻を早くに失い、進、隆司の2人の男子を男手1つで育てた父の春之助にとっては自慢の息子であったが、進が失踪してからは、育て方を間違えたのではないかと苦悶することもあったという。家庭では寡黙なタイプであり、特技はギターを演奏することであった。大学は東京都小金井市の東京学芸大学教育学部に進んだ。
1976年（昭和51年）2月7日朝6時半すぎ、以前より周囲に話していた新宿区の警備員のアルバイトに出かけると自宅に言い残し、そのまま帰らず行方不明となった。あとで新宿区内の警備会社すべてに電話で問い合わせたが該当者はいなかった。また、藤田進については在日朝鮮人の金萬有が経営する東京都足立区の西新井病院で監禁されたという証言がある。それによれば、藤田進は「保護室」と称される監禁部屋で薬剤を投与されて一時は意識が朦朧となり、また、身動きの不自由な保護服を着せられていた。数日して新潟港に移送され、万景峰号に乗せられて北朝鮮に連れていかれたという。
他の失踪理由が存在しない、拉致被害者の集中する川口市の出身である、失踪が三鷹市で警備員をしていた久米裕の拉致事件（宇出津事件）のあった前年にあたるなどの状況から拉致の疑いが濃いと指摘されてきたが、2004年（平成16年）に脱北者が北朝鮮から持ちだした拉致被害者とみられる日本人の写真が、鑑定の結果、失踪前の藤田進本人の写真と同一人物である可能性が極めて高いことが判明した。写真の提供者は、藤田進は平安南道東北里（現在の平壌直轄市龍城区域於隠洞）にいると述べているという。特定失踪者問題調査会は2004年1月28日、埼玉県警察に告発状を提出した。
横田めぐみらの目撃証言で知られる元北朝鮮工作員の安明進もまた、市川修一とよく一緒にいて親しくしていた藤田進を金正日政治軍事大学で目撃したことを証言している。それによれば、1990年の7月か8月、安明進は市川修一の差し出したタバコ（マイルドセブン）を藤田進から受け取った。安明進によれば、藤田進は身長172センチメートルくらいで顔が小さく、外見は40歳代前半のようにみえたという。眼鏡をかけており、香水の匂いがした。また、市川修一がシャープな印象であるのに比べれば柔和なイメージであったという。
2007年7月にTBS報道特集は、「北朝鮮・普天の政治犯収容所で見た通常と違う扱いの囚人を見た。友人の副所長に囚人について尋ねると日本から拉致された「フジタススム」（もしくは「フジタススコ」）だと日本人らしき名前を聞いた」「身長は170センチほどで細身」「年齢は50を超えていると思う。60歳ぐらい」といった脱北者の朴明哲の証言を報じた。この証言について特定失踪者問題調査会の真鍋貞樹専務理事は「（今まで「フジタ」姓で男性の特定失踪者は3人がいるが）埼玉の藤田進さんが可能性が一番あるんじゃないか」と同番組の取材に答えた。